# Larance Marable
Larance Norman Marable (Los Ángeles, 21 de mayo de 1929-Manhattan, 4 de julio de 2012) fue un baterista de jazz estadounidense.

## Biografía
Marable nació en Los Ángeles en 1929 en el seno de un familia de músicos, pero él fue en gran medida autodidacta. En la década de 1950, Marable tocó con músicos que visitaban Los Ángeles; entre ellos, Dexter Gordon, Charlie Parker y Zoot Sims. Marable grabó por primera vez como líder en 1956. También realizó grabaciones con George Shearing, Chet Baker, Milt Jackson y otros músicos conocidos.
Los problemas con las drogas hicieron que Marable dejara de tocar en los años 1960. Su carrera se reanudó en la década siguiente, después de haber terminado con su adicción a las drogas. Realizó giras con Supersax y Bobby Hutcherson en esos años, y fue miembro del Charlie Haden's Quartet West en las décadas de 1980 y 1990.
En los primeros años del siglo XXI sufrió un derrame cerebral y quedó ingresado en un centro de salud hasta que falleció en Manhattan en 2012.

## Discografía
Con Curtis Amy
- Tippin' on Through (Pacific Jazz, 1962)

Con Ruth Cameron
- Roadhouse (Verve, 1999)

Con Chet Baker
- Chet Baker Big Band (Pacific Jazz, 1956)
- Playboys (Pacific Jazz, 1956)

Con Conte Candoli y Lou Levy
- West Coast Wailers (Atlantic, 1955)

Con Kenny Drew
- Kenny Drew and His Progressive Piano (Norgran, 1953–54)
- Talkin' & Walkin' (Jazz:West, 1955)

Con Teddy Edwards
- Back to Avalon (Contemporary, 1960 [1995])

Con Victor Feldman
- Stop the World I Want to Get Off (World Pacific, 1962)

Con Dexter Gordon
- Daddy Plays the Horn (Bethlehem, 1955)
- The Resurgence of Dexter Gordon (Jazzland, 1960)

Con Jimmy Giuffre
- Ad Lib (Verve, 1959)

Con Charlie Haden
- In Angel City (Verve, 1988)
- Haunted Heart (Verve, 1991)
- Always Say Goodbye (Verve, 1993)
- Now Is the Hour (Verve, 1995)

Con Hampton Hawes
- Piano East, Piano West (Prestige, 1952)
- Bird Song (Contemporary, 1956 [1999])

Con Richard "Groove" Holmes
- After Hours (Pacific Jazz, 1962)
- Tell It Like It Tis (Pacific Jazz, 1961-62 [1966])

Con Milt Jackson
- Ballads & Blues (Atlantic, 1956)

Con Frank Morgan
- Frank Morgan (Gene Norman Presents, 1955)

Con Carl Perkins
- Introducing Carl Perkins (Dootone, 1956)

Con Robert Stewart
- The Movement (Exodus, 2002)

Con Sonny Stitt
- Sonny Stitt Plays Jimmy Giuffre Arrangements (Verve, 1959)